# Ken Hubbs
Kenneth Douglass Hubbs (ur. 23 grudnia 1941, zm. 13 lutego 1964) – amerykański baseballista, który występował na pozycji drugobazowego.
Przed rozpoczęciem sezonu 1959 podpisał kontrakt z Chicago Cubs i początkowo występował w klubach farmerskich tego zespołu, między innymi w Wenatchee Chiefs. W Major League Baseball zadebiutował 10 września 1961 w meczu przeciwko Philadelphia Phillies, w którym zaliczył dwa uderzenia, w tym dwa RBI single, double’a i zdobył dwa runy. W sezonie 1962 został drugim z rzędu zawodnikiem Cubs, który został wybrany najlepszym debiutantem w National League i pierwszym debiutantem, który zdobył Rawlings Gold Glove Award.
Hubbs zginął 13 lutego 1964 podczas wypadku samolotu Cessna 172, którego pilotował w niesprzyjających warunkach atmosferycznych (obfite opady śniegu przy temperaturze –18 °C). Maszyna rozbiła się po przebyciu 5 mil, wpadając do zamarzniętego Jeziora Utah niedaleko Provo.
| Nagroda/wyróżnienie         | Lata | Źródło |
| Gold Glove Award            | 1962 | [ 1 ]  |
| NL Rookie of the Year Award | 1962 | [ 4 ]  |